# Punto caliente de Canarias

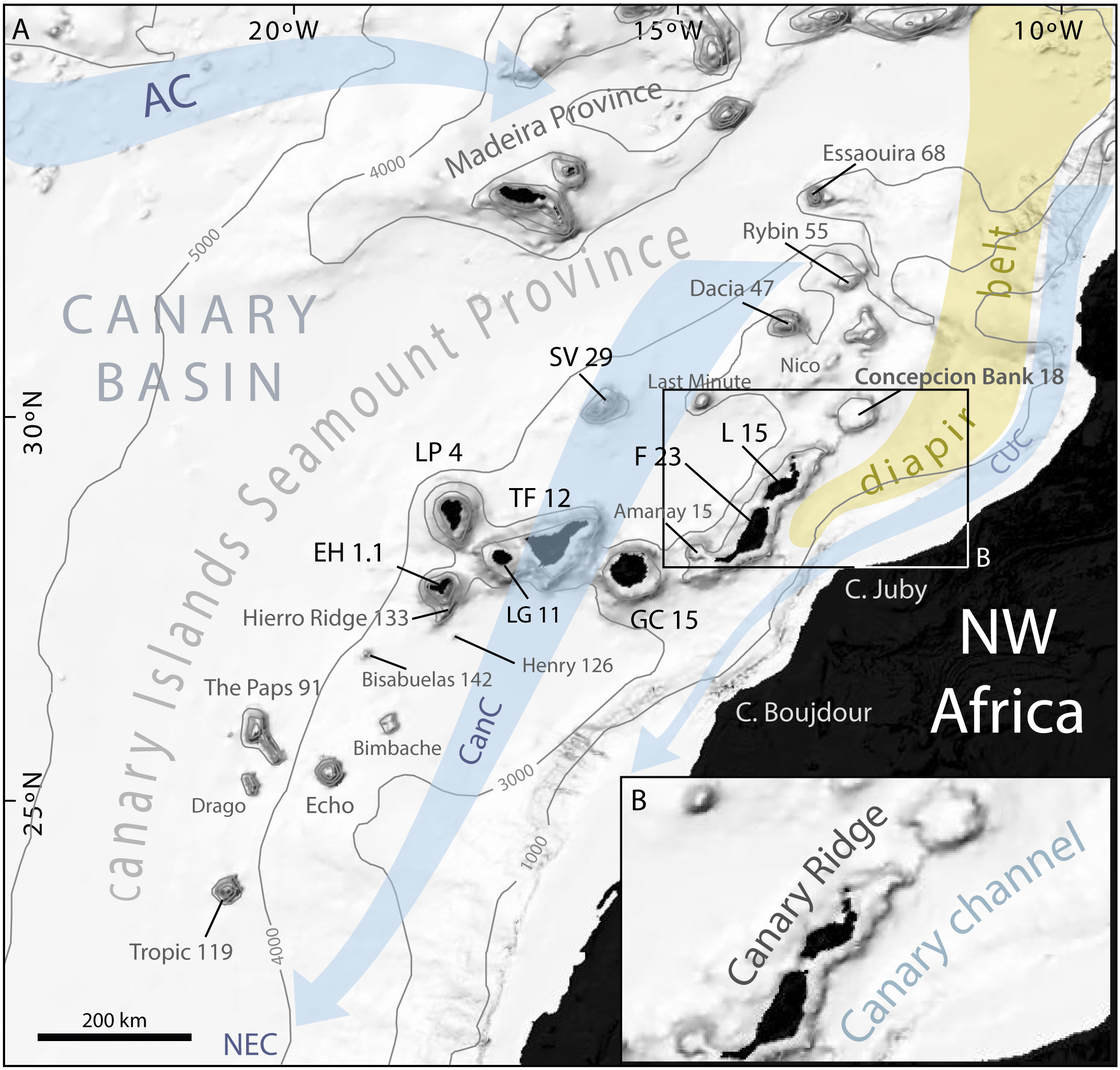
Vista de las islas y montes submarinos del archipiélago

El punto caliente de Canarias es un punto caliente volcánico en el océano Atlántico, en el interior de la placa tectónica africana. Es el responsable de la formación del archipiélago canario según varias teorías muy aceptadas y conocidas sobre la formación de las islas. Las islas situadas más al este del archipiélago (Fuerteventura, Lanzarote y el archipiélago Chinijo) conforman las islas más antiguas y más erosionadas, por otro lado, El Hierro y La Palma, que se encuentran en el extremo oeste del archipiélago, son las islas más recientes. Además estas teorías avalan el origen volcánico de Banco Concepción y otros montes submarinos que pudieron haber estado eminentes.

## Teorías

### Teoría del punto caliente (Morgan, 1971)
Esta teoría sostiene que el origen volcánico de las islas no tienen relación con bordes de placas tectónicas, donde se desarrolla la mayor parte del vulcanismo de La Tierra (sobre un 95 %), sino de un hot spot o punto caliente. Este se encuentra situado en un lugar fijo del manto terrestre, a mayor profundidad que las placas.  Al producirse el ascenso, el material volcánico es expulsado al exterior y se van formando las islas, que se va alejando de este foco de emisión debido al desplazamiento de la placa africana de oeste a este. De esta manera, se irían formando todas las islas del archipiélago canario, siendo más antigua cuanto más alejada se encuentre del punto caliente.
John Tuzo Wilson, autor de la teoría del punto caliente de Hawái, afirma que en los archipiélagos de intraplaca, las erupciones volcánicas están producidas por una fuente de magma (punto caliente).

### Modelo unificador (Anguita y Hernán, 2000)
Esta teoría sostiene que el magma, originado en un punto caliente de carácter residual, emerge como consecuencia de los movimientos de compresión que origina la tectónica.

## Actividad volcánica reciente registrada

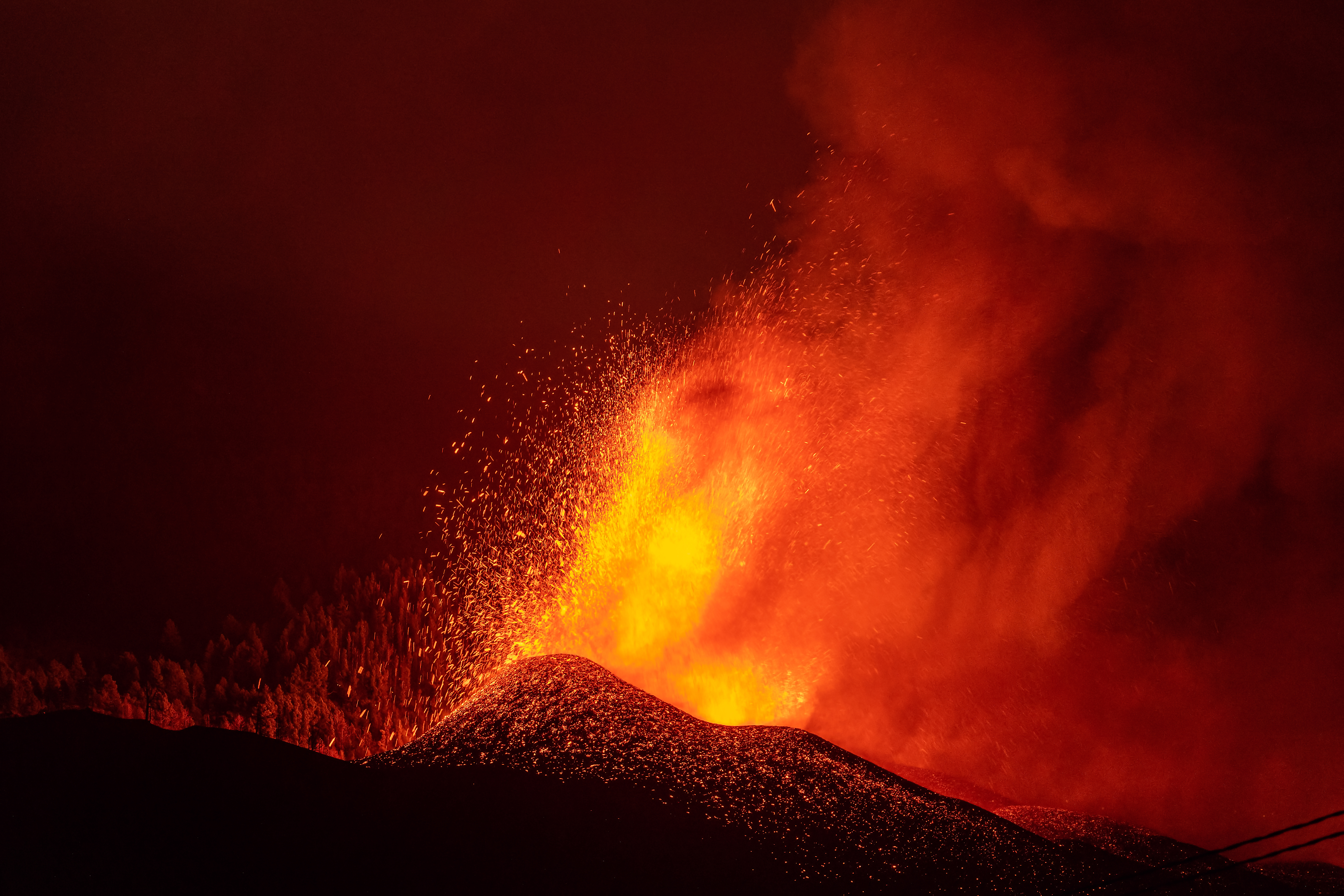
Vista de la erupción volcánica de La Palma de 2021.

- Erupción de Boca Cangrejo, Tenerife (1492)
- Erupción del Tahuya, La Palma (1585)
- Erupción del Volcán de Tagalate, La Palma (1646)
- Erupción del Volcán de San Antonio, La Palma (1677-78)
- Erupción del Volcán de Siete Fuente, Fasnia y Arafo, Tenerife (1704-05)
- Erupción de Trevejos, Tenerife (1706)
- Erupción de Timanfaya, Lanzarote (1730)
- Erupción Volcán de Lomo Negro, El Hierro (1793)
- Erupción de Chahorra, Tenerife (1798)
- Erupción en Timanfaya (Volcán de Tinguatón, Tao y del Fuego), Lanzarote (1824)
- Erupción del Volcán del Chinyero, Tenerife (1909)
- Erupción del volcán S. Juan, La Palma (1949)
- Erupción del Teneguía, La Palma (1971)
- Erupción submarina de Tagoro, al sur de El Hierro (2011-12)
- Erupción de Cumbre Vieja, La Palma (2021)